# Bognanco
Bognanco är en ort och kommun i provinsen Verbano Cusio Ossola i regionen Piemonte i Italien. Kommunen hade 188 invånare (2018).